# كلورس شاذ
كلورس شاذ (الاسم العلمي:Chloris anomala) هو نوع من النباتات يتبع جنس الكلورس من الفصيلة النجيلية.